# Парк Уруру
Парк Уруру — це найбільший, наймасштабніший парк розваг під відкритим небом на заході України. У парку розташовані атракціони для дітей і дорослих, анімовані скульптури динозаврів, впорядковані зони відпочинку. 

## Історія
Парк розваг європейського зразка відкрито 24 червня 2020 року. Він знаходиться посеред мальовничого лісового масиву біля с. Старе Село Львівської області. Його загальна площа — 9 гектарів. 

## Про парк
Парк розваг «Уруру» у Львові пропонує відвідувачам атракціони та активні розваги:
- Атракціони — карусель, конвой від Zamperla, 16 метрова Drop-tower від SBF, Merry go round
- дитячі гірки висотою до 13 метрів. Діти від 3 років можуть користуватися ними з батьками, від 6 років — самостійно;
- скеледром для гостей різного віку, які можуть випробувати свою силу, розум і витривалість під час підйомів різних рівнів складності;
- водяне містечко площею 700 квадратних метрів;
- “Автошкола” - це майданчик, на якому діти в ігровій формі знайомляться з основами водіння та найпопулярнішими дорожніми знаками;
- “Біг Фут” - прогулянки на автомобілях-велетнях;
- «Золота копальня» й «Шахти», де можна займатися розкопками та побачити, як очищують дорогоцінні метали;
- сітчастий дитячий майданчик, натягнутий на висоті від 3 до 7 метрів від землі[3]. Тут можна бігати, стрибати, а на найбільшій сітці — навіть грати в футбол. Це унікальна можливість весело й активно провести час. Сітчасті майданчики абсолютно безпечні — вони мають бар’єрні огорожі та виготовлені з матеріалу, що витримує навантаження до 500 кг/кв.м;
- тюбінг Neveplast  з двома трасами — екстремальною 70-метровою та сімейною 100-метровою, на якій можуть одночасно знаходитися кілька людей[4];
- батути, каруселі, вежі-лазанки, зіплайни та гойдалки різних масштабів — для дітей дошкільного віку та підлітків;
- сафарі, відвідування території з оленями.

Не менш цікава пам’ятка «Уруру» — анімовані скульптури динозаврів. Вони рухаються, видають звуки та реагують на дії відвідувачів. Діти можуть торкатися їх, взаємодіяти з ними чи навіть кататися на певних динозаврах, поринаючи в атмосферу прадавнього світу. Під час відкриття в парку налічувалося 22 інтерактивних скульптури, зараз їх число збільшилося до 25. У парку знаходиться й дієва модель вулкана. Коли до неї підходять відвідувачі, вона випускає клуби туману, схожого на дим. У лісовому масиві також є впорядковані зони відпочинку з гамаками та альтанками-вігвамами в тіні дерев. 
Поряд із дитячим парком розваг знаходиться база відпочинку «Бухта Вікінгів», яка пропонує 45 видів спортивних розваг — у тому числі катання на велосипедах і роликах, теніс, бадмінтон, футбол, водні види спорту, верхову їзду, мотузковий парк, атракціони та багато іншого. 

## Як відвідати парк розваг
Парк розваг знаходиться посеред лісового масиву за 12 кілометрів від Львова . Найзручніше добиратися до нього власним авто — по трасі Н09 у напрямку Бібрки, повернути направо в селі Відники, орієнтуючись на вказівник. Але можна скористатися й громадським транспортом — маршрутними таксі, що відправляються з львівського автовокзалу №5 і прямують через с. Старе Село чи с. Відники. 
Парк розваг у Львові працює щодня з 10:00 до 20:00. Вартість вхідного квитка, наразі, становить 500 грн для дорослих і дітей зростом вище 90 см. 